# Raymonde de Kuyper
Jkvr. Raymonde Virginie Angélique de Kuijper, bekend als: Raymonde de Kuyper (Den Haag, 17 maart 1955) is een Nederlandse actrice.

## Carrière
De Kuyper geniet de meeste bekendheid van Villa Achterwerk, waar zij als Roos met haar mannen het programma aan elkaar praatte. Vaak waren het kortere fragmentjes, maar soms waren er ook langere sketches bij. Centraal stonden altijd de roze koeken en wie als eerste op de rode knop mocht drukken.
In het theater speelde en regisseerde ze in de jaren 80 en 90 bij Theatergroep Alex d'Electrique en Toneelgroep Carver, voor het laatst in 2017. Daarnaast werd ze vaak gevraagd om reclame en programma's over te spreken vanwege haar typerende, licht geaffecteerde, stem. Zo was zij te horen bij de Albert Heijn-radioreclame en de Freo-reclame.

## Persoonlijk
De Kuyper is een telg uit het deels adellijke vooral bekend geworden als Schiedamse distilleerdersgeslacht De Kuijper en enig kind van procuratiehouder jhr. Wilhelmus Ignatius Maria de Kuijper (1922-1989) en Fientje van den Hoogen (1924). Ze had jarenlang een relatie met Raymond Thiry, de acteur die in Villa Achterwerk "Van Rossum" speelde. Zij kennen elkaar van Alex d'Electrique, de theatergroep waar zij beide hun carrière begonnen zijn. In 2013 kwam de relatie tot een einde.

## Programma's
- Villa Achterwerk (1996-2006) als Roos van der Zande
- Misdaad gezocht (2002) als Roos van der Zande
- Colin (2007) Marcia
- Koefnoen (2012-2015) als Hanneke Groenteman
- Roos en haar Mannen (2016) als Roos van der Zande
- Dag& Nacht (2023) als Viviënne

## Gastrollen
- Jiskefet televisieserie - onder andere Multilul (1998): assistente Marloes
- Ja zuster, nee zuster (2002): dame uit de straat
- Zadelpijn (2007): Max
- Keyzer & De Boer Advocaten (2008), afl. Zebrapad: psychiater Leeman
- Gooische Vrouwen (2009), afl. de bedreiging: Karin
- Moordvrouw (2012), afl. Valse Start: Mevr. de Vries
- Kinderen geen bezwaar (2012), afl. Tweehonderd!!: cliënte
- Mees Kees (2012): moeder van Mees Kees
- 't Schaep in Mokum (2013), afl. De bruiloft: Joke van jeugdzorg
- Aaf (2013-2014): terugkerend, als Anita
- Danni Lowinski (2013), afl. 2: buurvrouw
- Mees Kees op kamp (2013): moeder van Mees Kees
- Mees Kees op de planken (2014): moeder van Mees Kees
- Mees Kees langs de lijn (2016): moeder van Mees Kees (grotere rol)
- Ja, ik wil! (2015): Rita
- Mees Kees in de wolken (2019): moeder van Mees Kees
- De Expeditie van Familie Vos (2020): Ada (hoofdrol)
- Welkom in de jaren 20 en 30 (2020-2021): Hofdame prinses Juliana; Wilhelmina der Nederlanden
- De legende van Familie Vos (2024): Ada

## Synchronisatie
- Kassa, De Verlenging (2008 - 2009), voice-over
- De Texas Rakkers (2009), tante Sidonia

## Toneel
- Brigadier Fub of het eeuwig menselijke (2009) Toneelgroep Carver
- God in Frankrijk (2010), op de Parade
- Steeds meer mensen vieren hun verjaardag niet (2010) Toneelgroep Carver
- Who's afraid of George and Mildred (2011), op de Parade. Met o.a. George van Houts
- Am Ziel (2011). Met o.a. Arnon Grunberg[2]
- Mijn slappe komedie (2013) Toneelgroep Carver
- Moeder, ik wil bij de Revue (2014) als Aagje van Woerkom
- Haarlemse Scrooge (Loes en Marlie) (2015), als Louise in Stadsschouwburg Haarlem in samenwerking met Brigitte Kaandorp.
- Ik speel geen Medea (2016)
- Zwaar metaal (2017) Toneelgroep Carver
- Achter het Huis (toneelstuk gebaseerd op het dagboek van Anne Frank) (2017-2018)
- Kunst & Kitsch als Mieke (2018-2019)